# 里吉霍赫弗盧山
47°00′36″N 8°33′36″E / 47.01000°N 8.56000°E

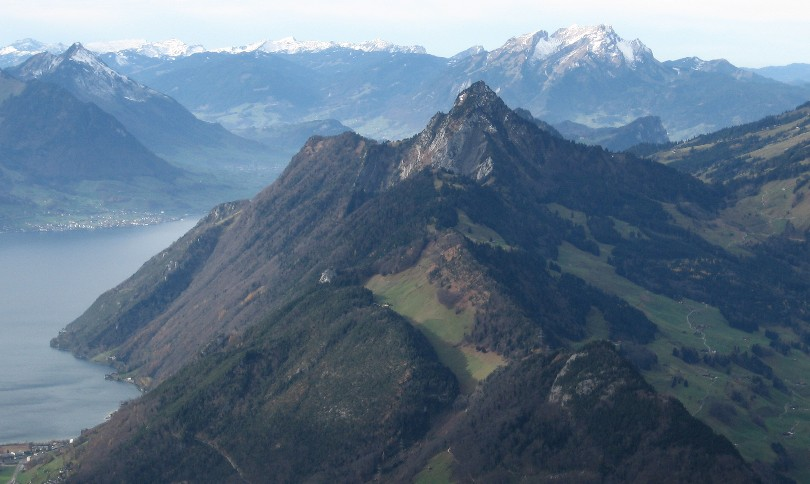

里吉霍赫弗盧山（Rigi Hochflue），是瑞士的山峰，位於該國中部，由施維茨州負責管轄，屬於施維茨阿爾卑斯山脈的一部分，海拔高度1,698米，每年平均降雨量2,385毫米。